# Tōgata tōrō
Tōgata tōrō of Tō-dōrō (塔形灯籠) zijn op Japanse pagodes (tō) gelijkende Japanse lantaarns (tōrō), pagodes met een lantaarnfunctie of tot een lantaarn omgebouwde pagode. Ze worden gekenmerkt door een sōrin (vergelijkbaar met een kruisbloem) op het bovenste dakje, zoals ook Japanse pagodes die hebben. Voorbeelden zijn hōtōgata tōrō en sōtōgata tōrō. Sōtō en hōtō zijn bepaalde houten of stenen pagodes. 
| Traditionele lantaarns in Japan, hoofdgroepen. | Traditionele lantaarns in Japan, hoofdgroepen. | Traditionele lantaarns in Japan, hoofdgroepen. | Traditionele lantaarns in Japan, hoofdgroepen. | Traditionele lantaarns in Japan, hoofdgroepen. | Traditionele lantaarns in Japan, hoofdgroepen. |
| Onderdelen tōrō                                | Onderdelen tōrō                                | Onderdelen tōrō                                | Traditionele materialen                        | Traditionele materialen                        | Traditionele materialen                        |
| ---------------------------------------------- | ---------------------------------------------- | ---------------------------------------------- | ---------------------------------------------- | ---------------------------------------------- | ---------------------------------------------- |
| platform, sokkel                               | schacht, zuil                                  | opmerkingen                                    | steen ↓ Ishi-dōrō ↓                            | metaal ↓ Kana dōrō ↓                           | hout, bamboe                                   |
| kiso, dai, jirin                               | sao                                            | \| plat- form- lan- taarns \| → Dai-dōrō → \|  | Tachigata tōrō                                 | Kinzoku tōrō                                   | Mokusei tōrō                                   |
| kiso, dai, jirin                               | sao                                            | \| plat- form- lan- taarns \| → Dai-dōrō → \|  | Nozura-dōrō                                    | Kinzoku tōrō                                   | Mokusei tōrō                                   |
| –                                              | ingegraven                                     | schachtlantaarns                               | Ikekomigata tōrō                               | …                                              | Mokusei tōrō                                   |
| → 1-6 benen                                    | → 1-6 benen                                    | kasa groot                                     | Yukimigata tōrō                                | …                                              | Andon Bonbori Chōchin                          |
| –                                              | –                                              |                                                | Okigata tōrō                                   | Tsurigata tōrō                                 | Andon Bonbori Chōchin                          |
| aangepaste pagode (tō)                         | aangepaste pagode (tō)                         | aangepaste pagode (tō)                         | Tōgata tōrō                                    | Tōgata tōrō                                    | Andon Bonbori Chōchin                          |
| plat- form- lan- taarns                        | → Dai-dōrō →                                   |                                                |                                                |                                                |                                                |

## Enkele typen lantaarns
KōraitōKōraitō (Japans: 高麗塔) letterlijk: Koreaanse pagode, is een pagode, die bestaat uit een sierstenen toren met drie of vijf verdiepingen. Zijn poten zijn vergelijkbaar met die van een 'sneeuwkijkende' lantaarn (yukimi-dōrō).
Hōtōgata tōrōHōtōgata tōrō (宝塔形灯籠) is een ongewoon type pagodevormige lantaarn, die gevonden is op een kerkhof in Tsubakidera in de buurt van Kitano Tenmangū in Kyoto. De lantaarn is samengesteld uit drie op elkaar gestapelde, heilige pagoden (hōtō). De vuurkamer (hibukuro) bevindt zich bovenaan.
Sekidōgata ishi-dōrōSekidōgata ishi-dōrō(石幢形石灯籠) zijn gevormd als een boeddhistisch gedenkteken (sekidō) en hebben een zeshoekige of achthoekige basis (kiso) met een gefacetteerde schacht (sao) daarop. Boven op de schacht is de vuurkist (hibukuro), bedekt met dakje (kasa) en heilig juweel (hōju), gebruikelijk voor de meeste stenen lantaarns. De 6 boeddha's, in reliëf uitgesneden op elk zijde van de vuurkist zijn kenmerkend voor de sekidōgata ishidōrō. Oorspronkelijk is de lantaarn afgeleid van de sekidō, een monument met boeddhistische reliëfs. Men neemt aan dat de vuurkamer werd uitgehouwen om het monument aan te passen om te functioneren als een lantaarn.
Sōtōgata tōrōSōtōgata tōrō (層塔形灯籠) zijn lantaarns in de vorm van een stenen pagode met meerdere verdiepingen met een vuurkamer. Deze lantaarns werden vooral gebruikt in tuinen, zoals bij Boeddhistische tempels, shinto-heiligdommen, theehuizen en kastelen.
| Tōgata tōrō - pagodelantaarns |
| --- |
| - Kaneiji pagodes - Lantaarn in de Kenroku-en tuin, Kanazawa, prefectuur Ishikawa - Go-ju-no-tō, vijf-verdiepingen-lantaarn, Pereira Barreto. - Japanese Memorial Garden, Dinner Bay, Mayne Island, Canada, gebouwd ter herinnering aan de in 1942 gedeporteerde Japanse gemeenschap - Pagodelantaarn bij Jōchi-ji - Metalen lantaarn bij Jōchi-ji - Pagodelantaarn, Mt. Baker Park, Seattle - Zeven-verdiepingen-lantaarn |